# Sangiin-Wahl 1947
Die Sangiin-Wahl 1947, formell die „1. ordentliche Wahl von Sangiinabgeordneten“ (jap. 第1回参議院議員通常選挙, dai-ik-kai Sangiin giin tsūjō senkyo), zum japanischen Rätehaus (Sangiin), dem Oberhaus (jōin) des nationalen Parlaments (Kokkai) fand am 20. April 1947 statt. Fünf Tage später, am 25. April, wurde auch das Shūgiin, das Unterhaus, neu gewählt. Die von den alliierten Besatzungsbehörden und japanischen Politikern entwickelte neue Verfassung sollte im Mai 1947 in Kraft treten: Damit wurde das bisherige Oberhaus, das Kizokuin (Herrenhaus), abgeschafft und durch das gewählte Sangiin ersetzt. 150 Abgeordnete wurden in den Präfekturen, 100 weitere in einem landesweiten Wahlkreis (zenkoku-ku) gewählt.
Die Wahl 1947 war die einzige Sangiin-Wahl, bei der alle Abgeordneten gleichzeitig gewählt wurden. Dafür wurden in allen Wahlkreisen einschließlich des landesweiten Wahlkreises doppelt so viele Abgeordnete wie in späteren Jahren durch einfache nicht-übertragbare Stimme bestimmt, wobei die Hälfte der Kandidaten mit den höchsten Stimmenanteilen für sechs, diejenige mit niedrigeren Stimmenanteilen für drei Jahre gewählt wurde. In Gifu, wo für zwei Sitze nur zwei Kandidaten zur Verfügung standen und damit keine Abstimmung stattfand, wurden die Amtszeiten ausgelost.
Premierminister Yoshida Shigerus konservativ-liberale Liberale Partei Japans vertrat die Regierung, die größten Oppositionsparteien waren die ebenfalls bürgerliche Demokratische Partei von Ashida Hitoshi und die Sozialistische Partei Japans unter Katayama Tetsu.
Wahlberechtigt waren rund 40 Millionen Japaner, Männer und Frauen über 20 Jahren. Die Ryūkyū-Inseln (Okinawa) standen wie die Amami-Inseln (Kagoshima) und die Ogasawara-Inseln (Tokio) unter US-Verwaltung und nahmen nicht an der Wahl teil.

## Ergebnis

Sitzverteilung auf die Parteien. Aus 74 der unabhängigen Abgeordneten formierte sich nach der Wahl die stärkste Fraktion, das Ryokufūkai.

Die Wahlbeteiligung betrug 61,12 % in den Präfekturen und 60,93 % im nationalen Wahlkreis.
| Partei | Partei                                         | Präfekturen | Präfekturen | Präfekturen | landesweiter Wahlkreis | landesweiter Wahlkreis | landesweiter Wahlkreis | Abgeordnete     | Abgeordnete    | Abgeordnete |
| Partei | Partei                                         | Stimmen     | Anteil      | Sitze       | Stimmen                | Anteil                 | Sitze                  | auf sechs Jahre | auf drei Jahre | Summe       |
| ------ | ---------------------------------------------- | ----------- | ----------- | ----------- | ---------------------- | ---------------------- | ---------------------- | --------------- | -------------- | ----------- |
|        | Liberale Partei Japans                         | 3.769.704   | 17,10 %     | 30          | 1.360.456              | 6,40 %                 | 8                      |                 |                | 38          |
|        | Sozialistische Partei Japans                   | 4.901.341   | 22,23 %     | 30          | 3.479.814              | 16,36 %                | 17                     |                 |                | 47          |
|        | Demokratische Partei                           | 2.989.132   | 13,56 %     | 22          | 1.508.087              | 7,09 %                 | 6                      |                 |                | 28          |
|        | Kokumin-kyōdō-tō („Volks-Kooperations-Partei“) | 978.522     | 4,44 %      | 6           | 549.916                | 2,59 %                 | 3                      |                 |                | 9           |
|        | Kommunistische Partei Japans                   | 825.304     | 3,74 %      | 1           | 610.948                | 2,87 %                 | 3                      |                 |                | 4           |
|        | Sonstige (*)                                   | 1.058.032   | 4,80 %      | 7           | 1.063.253              | 5,00 %                 | 6                      |                 |                | 13          |
|        | Unabhängige                                    | 7.527.191   | 34,14 %     | 54          | 12.698.698             | 59,70 %                | 57                     |                 |                | 111         |
| Summe  | Summe                                          | 22.049.226  | 100 %       | 150         | 21.271.172             | 100 %                  | 100                    | 125             | 125            | 250         |

### Wahlkreise
Durch den Wahlmodus (eine gemeinsame Wahl für beide Hälften des Hauses) waren die Chancen für kleine Parteien Sitze zu erringen höher als bei späteren Wahlen. 331 Kandidaten konkurrierten um die 150 Sitze in den Präfekturwahlkreisen.
Für die 100 Sitze im landesweiten Wahlkreis bewarben sich insgesamt 258 Kandidaten – zwölf davon zogen sich vor dem Wahltag zurück. Mit dem höchsten Stimmenanteil gewählt (top tōsen) wurde der Pharmaunternehmer Hoshi Hajime (Demokratische Partei, später Kokumin Minshutō, „Volksdemokratische Partei“), der landesweit 487.612 Stimmen erhielt. Der niedrigste (50.) Stimmenanteil, der für eine Wahl auf sechs Jahre ausreichte, betrug 123.679 für Okamoto Aisuke (Unabh., nach der Wahl Ryokufūkai). Als 100. (letzter) Abgeordneter für drei Jahre wurde mit 68.128 Stimmen Kunii Jun’ichi (Unabh., später Kokumin Minshutō) gewählt.
| Parteizugehörigkeit der Wahlsieger (Stand: Wahltag): Liberale Partei Japans Sozialistische Partei Japans Demokratische Partei Kokumin-kyōdō-tō Kommunistische Partei Japans Sonstige Unabhängige Erste Zeile: bis 1953, zweite Zeile: bis 1950 | Parteizugehörigkeit der Wahlsieger (Stand: Wahltag): Liberale Partei Japans Sozialistische Partei Japans Demokratische Partei Kokumin-kyōdō-tō Kommunistische Partei Japans Sonstige Unabhängige Erste Zeile: bis 1953, zweite Zeile: bis 1950 | Parteizugehörigkeit der Wahlsieger (Stand: Wahltag): Liberale Partei Japans Sozialistische Partei Japans Demokratische Partei Kokumin-kyōdō-tō Kommunistische Partei Japans Sonstige Unabhängige Erste Zeile: bis 1953, zweite Zeile: bis 1950 | Parteizugehörigkeit der Wahlsieger (Stand: Wahltag): Liberale Partei Japans Sozialistische Partei Japans Demokratische Partei Kokumin-kyōdō-tō Kommunistische Partei Japans Sonstige Unabhängige Erste Zeile: bis 1953, zweite Zeile: bis 1950 | Parteizugehörigkeit der Wahlsieger (Stand: Wahltag): Liberale Partei Japans Sozialistische Partei Japans Demokratische Partei Kokumin-kyōdō-tō Kommunistische Partei Japans Sonstige Unabhängige Erste Zeile: bis 1953, zweite Zeile: bis 1950 | Parteizugehörigkeit der Wahlsieger (Stand: Wahltag): Liberale Partei Japans Sozialistische Partei Japans Demokratische Partei Kokumin-kyōdō-tō Kommunistische Partei Japans Sonstige Unabhängige Erste Zeile: bis 1953, zweite Zeile: bis 1950 | Parteizugehörigkeit der Wahlsieger (Stand: Wahltag): Liberale Partei Japans Sozialistische Partei Japans Demokratische Partei Kokumin-kyōdō-tō Kommunistische Partei Japans Sonstige Unabhängige Erste Zeile: bis 1953, zweite Zeile: bis 1950 | Parteizugehörigkeit der Wahlsieger (Stand: Wahltag): Liberale Partei Japans Sozialistische Partei Japans Demokratische Partei Kokumin-kyōdō-tō Kommunistische Partei Japans Sonstige Unabhängige Erste Zeile: bis 1953, zweite Zeile: bis 1950 |                                                                     |                                                                     | Hokkaidō                                                            |
| Parteizugehörigkeit der Wahlsieger (Stand: Wahltag): Liberale Partei Japans Sozialistische Partei Japans Demokratische Partei Kokumin-kyōdō-tō Kommunistische Partei Japans Sonstige Unabhängige Erste Zeile: bis 1953, zweite Zeile: bis 1950 | Parteizugehörigkeit der Wahlsieger (Stand: Wahltag): Liberale Partei Japans Sozialistische Partei Japans Demokratische Partei Kokumin-kyōdō-tō Kommunistische Partei Japans Sonstige Unabhängige Erste Zeile: bis 1953, zweite Zeile: bis 1950 | Parteizugehörigkeit der Wahlsieger (Stand: Wahltag): Liberale Partei Japans Sozialistische Partei Japans Demokratische Partei Kokumin-kyōdō-tō Kommunistische Partei Japans Sonstige Unabhängige Erste Zeile: bis 1953, zweite Zeile: bis 1950 | Parteizugehörigkeit der Wahlsieger (Stand: Wahltag): Liberale Partei Japans Sozialistische Partei Japans Demokratische Partei Kokumin-kyōdō-tō Kommunistische Partei Japans Sonstige Unabhängige Erste Zeile: bis 1953, zweite Zeile: bis 1950 | Parteizugehörigkeit der Wahlsieger (Stand: Wahltag): Liberale Partei Japans Sozialistische Partei Japans Demokratische Partei Kokumin-kyōdō-tō Kommunistische Partei Japans Sonstige Unabhängige Erste Zeile: bis 1953, zweite Zeile: bis 1950 | Parteizugehörigkeit der Wahlsieger (Stand: Wahltag): Liberale Partei Japans Sozialistische Partei Japans Demokratische Partei Kokumin-kyōdō-tō Kommunistische Partei Japans Sonstige Unabhängige Erste Zeile: bis 1953, zweite Zeile: bis 1950 | Parteizugehörigkeit der Wahlsieger (Stand: Wahltag): Liberale Partei Japans Sozialistische Partei Japans Demokratische Partei Kokumin-kyōdō-tō Kommunistische Partei Japans Sonstige Unabhängige Erste Zeile: bis 1953, zweite Zeile: bis 1950 | Parteizugehörigkeit der Wahlsieger (Stand: Wahltag): Liberale Partei Japans Sozialistische Partei Japans Demokratische Partei Kokumin-kyōdō-tō Kommunistische Partei Japans Sonstige Unabhängige Erste Zeile: bis 1953, zweite Zeile: bis 1950 | Aomori                                                              |                                                                     |                                                                     |
| Parteizugehörigkeit der Wahlsieger (Stand: Wahltag): Liberale Partei Japans Sozialistische Partei Japans Demokratische Partei Kokumin-kyōdō-tō Kommunistische Partei Japans Sonstige Unabhängige Erste Zeile: bis 1953, zweite Zeile: bis 1950 | Parteizugehörigkeit der Wahlsieger (Stand: Wahltag): Liberale Partei Japans Sozialistische Partei Japans Demokratische Partei Kokumin-kyōdō-tō Kommunistische Partei Japans Sonstige Unabhängige Erste Zeile: bis 1953, zweite Zeile: bis 1950 | Parteizugehörigkeit der Wahlsieger (Stand: Wahltag): Liberale Partei Japans Sozialistische Partei Japans Demokratische Partei Kokumin-kyōdō-tō Kommunistische Partei Japans Sonstige Unabhängige Erste Zeile: bis 1953, zweite Zeile: bis 1950 | Parteizugehörigkeit der Wahlsieger (Stand: Wahltag): Liberale Partei Japans Sozialistische Partei Japans Demokratische Partei Kokumin-kyōdō-tō Kommunistische Partei Japans Sonstige Unabhängige Erste Zeile: bis 1953, zweite Zeile: bis 1950 | Parteizugehörigkeit der Wahlsieger (Stand: Wahltag): Liberale Partei Japans Sozialistische Partei Japans Demokratische Partei Kokumin-kyōdō-tō Kommunistische Partei Japans Sonstige Unabhängige Erste Zeile: bis 1953, zweite Zeile: bis 1950 | Parteizugehörigkeit der Wahlsieger (Stand: Wahltag): Liberale Partei Japans Sozialistische Partei Japans Demokratische Partei Kokumin-kyōdō-tō Kommunistische Partei Japans Sonstige Unabhängige Erste Zeile: bis 1953, zweite Zeile: bis 1950 | Parteizugehörigkeit der Wahlsieger (Stand: Wahltag): Liberale Partei Japans Sozialistische Partei Japans Demokratische Partei Kokumin-kyōdō-tō Kommunistische Partei Japans Sonstige Unabhängige Erste Zeile: bis 1953, zweite Zeile: bis 1950 | Parteizugehörigkeit der Wahlsieger (Stand: Wahltag): Liberale Partei Japans Sozialistische Partei Japans Demokratische Partei Kokumin-kyōdō-tō Kommunistische Partei Japans Sonstige Unabhängige Erste Zeile: bis 1953, zweite Zeile: bis 1950 | Akita                                                               | Iwate                                                               |                                                                     |
| Parteizugehörigkeit der Wahlsieger (Stand: Wahltag): Liberale Partei Japans Sozialistische Partei Japans Demokratische Partei Kokumin-kyōdō-tō Kommunistische Partei Japans Sonstige Unabhängige Erste Zeile: bis 1953, zweite Zeile: bis 1950 | Parteizugehörigkeit der Wahlsieger (Stand: Wahltag): Liberale Partei Japans Sozialistische Partei Japans Demokratische Partei Kokumin-kyōdō-tō Kommunistische Partei Japans Sonstige Unabhängige Erste Zeile: bis 1953, zweite Zeile: bis 1950 | Parteizugehörigkeit der Wahlsieger (Stand: Wahltag): Liberale Partei Japans Sozialistische Partei Japans Demokratische Partei Kokumin-kyōdō-tō Kommunistische Partei Japans Sonstige Unabhängige Erste Zeile: bis 1953, zweite Zeile: bis 1950 | Parteizugehörigkeit der Wahlsieger (Stand: Wahltag): Liberale Partei Japans Sozialistische Partei Japans Demokratische Partei Kokumin-kyōdō-tō Kommunistische Partei Japans Sonstige Unabhängige Erste Zeile: bis 1953, zweite Zeile: bis 1950 | Parteizugehörigkeit der Wahlsieger (Stand: Wahltag): Liberale Partei Japans Sozialistische Partei Japans Demokratische Partei Kokumin-kyōdō-tō Kommunistische Partei Japans Sonstige Unabhängige Erste Zeile: bis 1953, zweite Zeile: bis 1950 | Parteizugehörigkeit der Wahlsieger (Stand: Wahltag): Liberale Partei Japans Sozialistische Partei Japans Demokratische Partei Kokumin-kyōdō-tō Kommunistische Partei Japans Sonstige Unabhängige Erste Zeile: bis 1953, zweite Zeile: bis 1950 | Parteizugehörigkeit der Wahlsieger (Stand: Wahltag): Liberale Partei Japans Sozialistische Partei Japans Demokratische Partei Kokumin-kyōdō-tō Kommunistische Partei Japans Sonstige Unabhängige Erste Zeile: bis 1953, zweite Zeile: bis 1950 | Parteizugehörigkeit der Wahlsieger (Stand: Wahltag): Liberale Partei Japans Sozialistische Partei Japans Demokratische Partei Kokumin-kyōdō-tō Kommunistische Partei Japans Sonstige Unabhängige Erste Zeile: bis 1953, zweite Zeile: bis 1950 | Niigata                                                             | Yamagata                                                            | Miyagi                                                              |
| | | | | | | | Ishikawa | Toyama                                                              | Tochigi                                                             | Fukushima                                                           |
| | | | | | | Fukui | Nagano | Gunma                                                               | Saitama                                                             | Ibaraki                                                             |
| | | Shimane | Tottori | Hyōgo | Kyōto | Shiga | Gifu | Yamanashi                                                           | Tokio                                                               | Chiba                                                               |
| | | Yamaguchi | Hiroshima | Okayama | Osaka | Nara | Aichi | Shizuoka                                                            | Kanagawa                                                            |                                                                     |
| Saga | Fukuoka | | | | | Wakayama | Mie |                                                                     |                                                                     |                                                                     |
| Nagasaki | Kumamoto | Ōita | | Ehime | Kagawa | Landesweiter Wahlkreis Bis 1953: 2 11 5 2 1 29 Bis 1950: 6 1 3 5 28 | Landesweiter Wahlkreis Bis 1953: 2 11 5 2 1 29 Bis 1950: 6 1 3 5 28 | Landesweiter Wahlkreis Bis 1953: 2 11 5 2 1 29 Bis 1950: 6 1 3 5 28 | Landesweiter Wahlkreis Bis 1953: 2 11 5 2 1 29 Bis 1950: 6 1 3 5 28 | Landesweiter Wahlkreis Bis 1953: 2 11 5 2 1 29 Bis 1950: 6 1 3 5 28 |
| | Kagoshima | Miyazaki | | Kōchi | Tokushima | Landesweiter Wahlkreis Bis 1953: 2 11 5 2 1 29 Bis 1950: 6 1 3 5 28 | Landesweiter Wahlkreis Bis 1953: 2 11 5 2 1 29 Bis 1950: 6 1 3 5 28 | Landesweiter Wahlkreis Bis 1953: 2 11 5 2 1 29 Bis 1950: 6 1 3 5 28 | Landesweiter Wahlkreis Bis 1953: 2 11 5 2 1 29 Bis 1950: 6 1 3 5 28 | Landesweiter Wahlkreis Bis 1953: 2 11 5 2 1 29 Bis 1950: 6 1 3 5 28 |
| (Okinawa) | | | | | | Landesweiter Wahlkreis Bis 1953: 2 11 5 2 1 29 Bis 1950: 6 1 3 5 28 | Landesweiter Wahlkreis Bis 1953: 2 11 5 2 1 29 Bis 1950: 6 1 3 5 28 | Landesweiter Wahlkreis Bis 1953: 2 11 5 2 1 29 Bis 1950: 6 1 3 5 28 | Landesweiter Wahlkreis Bis 1953: 2 11 5 2 1 29 Bis 1950: 6 1 3 5 28 | Landesweiter Wahlkreis Bis 1953: 2 11 5 2 1 29 Bis 1950: 6 1 3 5 28 |

## Auswirkungen
Die Sozialistische Partei Japans (SPJ) ging als stärkste Partei aus den Wahlen hervor. Da die SPJ auch fünf Tage später die Shūgiin-Wahl gewann, kandidierte Yoshida Shigeru nicht mehr für das Amt des Premierministers und der SPJ-Vorsitzende Katayama Tetsu wurde zum Premierminister gewählt. Er bildete eine Koalitionsregierung mit der Demokratischen Partei von Ashida Hitoshi und der Kokumin-kyōdō-tō von Miki Takeo.
Die Mehrheit im Sangiin stellten unabhängige Abgeordnete, darunter auch ehemalige Mitglieder des Kizokuin. Viele davon schlossen sich zum Ryokufūkai zusammen, das mit später über 90 Abgeordneten lange die stärkste Fraktion in der Kammer bildete. Ihr gehörte auch der erste Präsident des Sangiin, Matsudaira Tsuneo, an. Zum Vizepräsidenten wurde Matsumoto Jiichirō (SPJ) gewählt.